# Нижние Челны (Нурлатский район)
Нижние Челны (тат. Түбән Чаллы) — село в Нурлатском районе Татарстана. Входит в состав Старочелнинского сельского поселения.

## География
Находится в южной части Татарстана на расстоянии приблизительно 11 км на северо-восток по прямой от районного центра города Нурлат вблизи границы с Самарской областью.

## История
Основано в XVIII веке переселенцами из деревни Починок Челны.

## Население
Постоянных жителей было в 1859—531, в 1897—725, в 1908—783, в 1920—784, в 1926—802, в 1938—615, в 1949—408, в 1958—496, в 1970—931, в 1979—782, в 1989—587, в 2002 году 643 (чуваши 92 %), в 2010 году 611.